# 艾利森灣
67°30′S 61°17′E / 67.500°S 61.283°E
艾利森灣（英語：Allison Bay）是南極洲的海灣，位於麥克羅伯特森地，處於烏特斯蒂卡爾冰川以西，距離拉沙爾崖約4公里，由挪威製圖師根據該國探險隊的空中照片繪入地圖。